# Маркос Багдатис
Маркос Багдатис (арап. ماركوس بغداتيس, Mạrkws Bgẖdạtys; Лимасол, 17. јун 1985), на грчком Маркос Пагдатис (грч. Μάρκος Παγδατής, Márkos Pagdatí̱s), познат синкретички као Маркос Багдатис, бивши је кипарски тенисер грчког порекла. Највећи успеси у каријери су му достизање 8. места на АТП листи, освајање четири турнира и достизање финала Отвореног првенства Аустралије 2006. године.
Током Отвореног првенства Француске 2008. године, Багдатис је претрпео озбиљну повреду зглоба, због које је био приморан да пропусти све турнире у 2008. години. Каријеру је завршио на Вимблдону 2019. године.

## Опрема
Маркос Багдатис носи опрему фирме Адидас, и рекет TFlash 315 марке Tecnifibre.

## Гренд слем финала

### Појединачно: 1 (0:1)
| Исход     | Бр. | Година | Турнир        | Подлога | Противник     | Резултат           |
| --------- | --- | ------ | ------------- | ------- | ------------- | ------------------ |
| Финалиста | 1.  | 2006.  | ОП Аустралије | Тврда   | Роџер Федерер | 7:5, 5:7, 0:6, 2:6 |

## АТП финала

### Појединачно: 14 (4:10)
| Легенда                        |
| ------------------------------ |
| Гренд слем турнири (0:1)       |
| Завршно првенство сезоне (0:0) |
| АТП мастерс 1000 (0:0)         |
| АТП 500 (0:2)                  |
| АТП 250 (4:7)                  |

| Финала по подлози |
| ----------------- |
| Тврда (3:8)       |
| Шљака (0:0)       |
| Трава (0:1)       |
| Тепих (1:1)       |

| Финала по локацији |
| ------------------ |
| Отворено (2:6)     |
| Дворана (2:4)      |

| Исход     | Бр. | Датум               | Турнир                 | Подлога   | Противник          | Резултат                 |
| --------- | --- | ------------------- | ---------------------- | --------- | ------------------ | ------------------------ |
| Финалиста | 1.  | 30. октобар 2005.   | Базел, Швајцарска      | Тепих (д) | Фернандо Гонзалез  | 7:6(10:8), 3:6, 5:7, 4:6 |
| Финалиста | 2.  | 29. јануар 2006.    | Мелбурн, Аустралија    | Тврда     | Роџер Федерер      | 7:5, 5:7, 0:6, 2:6       |
| Победник  | 1.  | 17. септембар 2006. | Пекинг, Кина           | Тврда     | Марио Анчић        | 6:4, 6:0                 |
| Победник  | 2.  | 4. фебруар 2007.    | Загреб, Хрватска       | Тепих (д) | Иван Љубичић       | 7:6(7:4), 4:6, 6:4       |
| Финалиста | 3.  | 18. фебруар 2007.   | Марсеј, Француска      | Тврда (д) | Жил Симон          | 4:6, 6:7(3:7)            |
| Финалиста | 4.  | 17. јун 2007.       | Хале, Немачка          | Трава     | Томаш Бердих       | 5:7, 4:6                 |
| Победник  | 3.  | 25. октобар 2009.   | Стокхолм, Шведска      | Тврда (д) | Оливје Рокус       | 6:1, 7:5                 |
| Победник  | 4.  | 16. јануар 2010.    | Сиднеј, Аустралија     | Тврда     | Ришар Гаске        | 6:4, 7:6(7:2)            |
| Финалиста | 5.  | 8. август 2010.     | Вашингтон, САД         | Тврда     | Давид Налбандијан  | 2:6, 6:7(4:7)            |
| Финалиста | 6.  | 24. октобар 2010.   | Москва, Русија         | Тврда (д) | Виктор Троицки     | 6:3, 4:6, 3:6            |
| Финалиста | 7.  | 2. октобар 2011.    | Куала Лумпур, Малезија | Тврда (д) | Јанко Типсаревић   | 4:6, 5:7                 |
| Финалиста | 8.  | 2. август 2015.     | Атланта, САД           | Тврда     | Џон Изнер          | 3:6, 3:6                 |
| Финалиста | 9.  | 27. фебруар 2016.   | Дубаи, УАЕ             | Тврда     | Станислас Вавринка | 4:6, 6:7(13:15)          |
| Финалиста | 10. | 1. октобар 2017.    | Ченгду, Кина           | Тврда     | Денис Истомин      | 2:3 (предаја)            |

### Парови: 3 (1:2)
| Легенда                        |
| ------------------------------ |
| Гренд слем турнири (0:0)       |
| Завршно првенство сезоне (0:0) |
| АТП мастерс 1000 (0:0)         |
| АТП 500 (0:0)                  |
| АТП 250 (1:2)                  |

| Финала по подлози |
| ----------------- |
| Тврда (1:1)       |
| Шљака (0:1)       |
| Трава (0:0)       |
| Тепих (0–0)       |

| Финала по локацији |
| ------------------ |
| Отворено (0:2)     |
| Дворана (1:0)      |

| Исход     | Бр. | Датум            | Турнир           | Подлога   | Партнер      | Противници                          | Резултат |
| --------- | --- | ---------------- | ---------------- | --------- | ------------ | ----------------------------------- | -------- |
| Финалиста | 1.  | 6. јануар 2008.  | Ченај, Индија    | Тврда     | Марк Жикел   | Санчаи Ративатана Сончат Ративатана | 4:6, 5:7 |
| Победник  | 1.  | 5. фебруар 2012. | Загреб, Хрватска | Тврда (д) | Михаил Јужни | Иван Додиг Мате Павић               | 6:2, 6:2 |
| Финалиста | 2.  | 5. мај 2013.     | Минхен, Немачка  | Шљака     | Ерик Буторак | Јарко Нијеминен Дмитриј Турсунов    | 1:6, 4:6 |

## Остала финала

### Егзибициони турнири: 1 (0:1)
| Исход     | Бр. | Датум            | Турнир              | Подлога | Противник  | Резултат | Извор  |
| --------- | --- | ---------------- | ------------------- | ------- | ---------- | -------- | ------ |
| Финалиста | 1.  | 12. јануар 2008. | Мелбурн, Аустралија | Тврда   | Енди Родик | 5:7, 3:6 | [ 12 ] |